# Landiona
Landiona (Langion-a in piemontese) è un comune italiano di 531 abitanti della provincia di Novara in Piemonte.

## Geografia fisica
Il territorio comunale si estende nella campagna piemontese a est del fiume Sesia, caratterizzata da estesi campi coltivati, filari di alberi e torrenti.

## Storia
Il territorio Landiona appartenne al Comitato di Pombia. Nel 1450 venne divenne un feudo della famiglia Rattazzi durante la dominazione sforzesca della provincia di Novara. Successivamente fu sottoposto al controllo delle famiglie Gritti e Guardi.

## Monumenti e luoghi d'interesse

### Architetture religiose
- Parrocchiale dei Santi Pietro e Paolo[6] (Sec. X - XI)
- Oratorio Santa Maria dei Campi[7] (Sec. XII)
- Oratorio di San Rocco[5] (Sec. XIII)

### Architetture civili
- Palazzo Porta (Sec. XV)[8]

### Architetture militari

#### Castello di Landiona
Commissionato da Paolo Caccia nel 1280 come struttura difensiva militare, fu poi anche residenza del feudatario e dei rispettivi amministratori, come anche destinato a granaio e deposito di masserizie ove necessario. Il castello è delimitato da un muro  rettangolare, in gran parte conservato ancora oggi, dotato di un'unica apertura rivolta a est, a difesa della quale è posto un torrione quadrato edificato nel tardo Quattrocento ad oggi preservato. Al di là della porta si apre un vasto cortile con edifici di epoche diverse. Sul lato sud, un solido palazzo secentesco ora di proprietà comunale è sede delle scuole e del Municipio.

### Altro
Oggi a Landiona esistono ancora due mulini ben conservati: il Mulino della Villa (Roggia Molinara) e un altro impianto alla cascina Baraggiola, che deriva acqua dalla fontana Morina.

## Società

### Evoluzione demografica
Abitanti censiti

## Cultura

### Istruzione

#### Biblioteche
Presso la parrocchiale dei Santi Pietro e Paolo è presente una biblioteca.

#### Musei
Il Mulino della Villa è sede di un Museo Etnografico della civiltà contadina visitabile su prenotazione.

## Economia
Sul territorio comunale insistono diverse attività manifatturiere.

## Infrastrutture e trasporti
Gli accessi autostradali più vicini a Landiona sono quelli di Biandrate-Vicolungo o Greggio sulla A4 e di Ghemme - Romagnano Sesia o Vercelli est sulla A26.

## Amministrazione
Di seguito è presentata una tabella relativa alle amministrazioni che si sono succedute in questo comune.
| Periodo        | Periodo        | Primo cittadino              | Partito                      | Carica              | Note   |
| -------------- | -------------- | ---------------------------- | ---------------------------- | ------------------- | ------ |
| 27 maggio 1985 | 28 maggio 1990 | Piergiuseppe Marcone         | Democrazia Cristiana         | Sindaco             | [ 14 ] |
| 28 maggio 1990 | 24 aprile 1995 | Piero Antonio Pastore        | Partito Socialista Italiano  | Sindaco             | [ 14 ] |
| 24 aprile 1995 | 14 giugno 1999 | Roberto Cerutti              | -                            | Sindaco             | [ 14 ] |
| 14 giugno 1999 | 14 giugno 2004 | Roberto Cerutti              | lista civica                 | Sindaco             | [ 14 ] |
| 22 giugno 2004 | 8 giugno 2009  | Cristiana Valmacco In Schena | centro-sinistra              | Sindaco             | [ 14 ] |
| 8 giugno 2009  | 8 agosto 2011  | Francesco Cavagnino          | lista civica                 | Sindaco             | [ 14 ] |
| 8 agosto 2011  | 7 maggio 2012  | Marco Baldino                |                              | Comm. straordinario | [ 14 ] |
| 7 maggio 2012  | 10 giugno 2018 | Marisa Albertini             | lista civica: Landiona nuova | Sindaco             | [ 14 ] |
| 10 giugno 2018 | in carica      | Morris Manica                | lista civica: Bene comune    | Sindaco             | [ 14 ] |

## Sport
Sul territorio comunale insistono impianti sportivi pubblici di calcio, calcetto e tennis.